# Juno Ridge
Juno Ridge es un lugar designado por el censo ubicado en el condado de Palm Beach, Florida, Estados Unidos. Según el censo de 2020, tiene una población de 1186 habitantes.
En los Estados Unidos, un lugar designado por el censo (traducción literal de la frase en inglés census-designated place, CDP) es una concentración de población identificada por la Oficina del Censo exclusivamente para fines estadísticos.

## Geografía
Está ubicado en las coordenadas 26°50′56″N 80°3′43″O / 26.84889, -80.06194 (26.849018, -80.062029). Según la Oficina del Censo de los Estados Unidos, tiene una superficie total de 0.59 km², de la cual 0.55 km² corresponden a tierra firme y 0.04 km² son agua.

## Demografía
Según el censo de 2020, hay 1186 personas residiendo en la zona. La densidad de población es de 2156.36 hab./km². El 69.48% de los habitantes son blancos, el 2.36% son afroamericanos, el 1.77% son amerindios, el 1.01% son asiáticos, el 16.02% son de otras razas y el 9.36% son de una mezcla de razas. Del total de la población, el 27.82% son hispanos o latinos de cualquier raza.